# Besma rubritincta
Besma rubritincta là một loài bướm đêm trong họ Geometridae.